# Cleto
Cleto és un municipi italià, dins de la província de Cosenza, que limita amb els municipis d'Acquappesa, Bonifati, Fagnano Castello, Guardia Piemontese, Malvito i Sant'Agata di Esaro a la mateixa província.

## Evolució demogràfica
| Població censada al municipi de Cleto | Població censada al municipi de Cleto         | Població censada al municipi de Cleto |
| ------------------------------------- | --------------------------------------------- | ------------------------------------- |
|                                       |                                               |                                       |
| Notes:                                | Elaboració gràfica per part de la Viquipèdia  |                                       |
|                                       | Font: ISTAT (Institut Nacional d'Estadística) |                                       |